# Канамари (дьяпанский язык)
Канамари (Canamarí, Kanamaré, Kanamarí) — дьяпанский язык, на котором говорит народ канамари, проживающий в верхних регионах рек Журуа, Жутай и Итаквай. Имеет диалекты тшом-джапа (Txunhuã Dyapá, Txunhuã-Djapá) и тсохон-джапа.
17 издание справочника Ethnologue смешал его с мёртвым аравакским языком канамари с тем же названием.